# Joaquim Henriques Fradesso da Silveira
Joaquim Henriques Fradesso da Silveira GCC • CvA • ComSE (Lisboa, 14 de Abril de 1825 — Lisboa, 26 de Abril de 1875) foi um oficial do Exército Português, lente de Física e Química na Escola Politécnica de Lisboa, que se distinguiu no campo da meteorologia, da metrologia e da política, sendo autor de extensa obra sobre temática industrial. Foi deputado às Cortes e sócio correspondente da Academia Real das Ciências de Lisboa.

## Biografia
Nasceu em Lisboa, filho de António Henriques da Silveira, cirurgião-mor de divisão reformado, e de sua esposa Carlota Leopoldina Fradesso. Casou com Maria Amália Cordeiro Feyo, filha de José Cordeiro Feyo, o 1.º visconde das Fontainhas. Filho de um militar, frequentou o Colégio Militar, onde foi condiscípulo de Andrade Corvo e de Miguel Martins Dantas. Terminados os estudos iniciais, em 1836 matriculou-se nos estudos preparatórios da Escola Politécnica de Lisboa, onde foi novamente condiscípulo de Andrade Corvo e encontrou Latino Coelho. Foi um aluno de excelência, recebendo vários prémios académicos.
Destinado a seguir a carreira militar, em 30 de Setembro de 1841, com 16 anos de idade, assentou praça na Armada, sendo no ano seguinte graduado em guarda-marinha. Nesse mesmo ano de 1842 inscreveu-se no corpo de aspirantes da Armada, mas em 1844 pediu transferência para o Exército, com o posto de alferes. Prosseguiu a carreira de oficial de infantaria, sendo promovido a tenente em 1849, a capitão em 1851 e graduado em major em 1873.
Entretanto concorreu ao cargo de lente substituto da cadeira de Física e Química da Escola Politécnica de Lisboa, lugar que obteve por concurso em 1844, com apenas 19 anos de idade. Manteve essas funções até 1853, substituindo nas faltas e impedimentos o lente proprietário da cadeira, ao tempo Júlio Máximo de Oliveira Pimentel. Neste período foi encarregue da direcção do Observatório Meteorológico do Infante D. Luís, que funcionava anexo àquela escola. Para os alunos da disciplina que ministrava, publicou em 1846 um Manual do curso de Química elementar professado na Escola Politécnica e em 1848 a colectânea Lições de óptica.
Neste período iniciou a sua associação a diversos empreendimentos editoriais na área da comunicação social, tendo editado diversos periódicos, entre os quais a Gazeta do Povo. Para além disso foi redactor e director de diversos periódicos, incluindo diversas publicações especificamente dirigidas aos meios empresariais, nomeadamente o Diário Mercantil, a Gazeta das Fábricas e o Jornal do Comércio. Também se ligou a algumas iniciativas empresariais, entre as quais a fundação da Companhia de Vapores União Mercantil.
Em 1853 concorreu a um lugar no Ministério das Obras Públicas, Comércio e Indústria, solicitando a sua demissão do cargo de lente substituto na Escola Politécnica, mantendo contudo as funções de direcção do Observatório Meteorológico. Naquele Ministério iniciou uma carreira ligada à administração do sistema de pesos e medidas, adstrita à Comissão Central de Pesos e Medidas, área em que atingiu as funções de director da Repartição de Pesos e Medidas. Posteriormente transferiu-se para a área das estatísticas industriais, tendo integrado a Direcção-Geral de Estatística daquele Ministério. Dedicou-se então às questões do fomento industrial e da competitividade, tendo exercido as funções de vogal do Conselho Geral do Comércio, Agricultura e Manufacturas, integrado na secção de Manufacturas e Comércio. Na década de 1860 integrou a secção industrial do Conselho Geral das Alfândegas, tendo realizado vários inquéritos destinados a avaliar a competitividade da indústria portuguesa face às suas congéneres europeias.
Em consequência dos seus estudos sobre competitividade industrial interessou-se pelas questões da fiscalidade, tendo propostos diversas reformas no sistema aduaneiro e fiscal aplicável à indústria portuguesa. Logo em 1851, quando iniciou funções no Ministério, publicou a obra A Reforma, na qual propunha uma profunda reforma administrativa e económica, com especial enfoque nas matérias que aumentassem a competitividade interna e externa da indústria. Seguiram-se diversas obras sobre proteccionismo e regimes aduaneiros e sobre questões fiscais, defendendo a liberdade de iniciativa industrial e a liberdade de comércio.
As suas funções na área do fomento industrial permitiram-lhe estabelecer ligações com os meios empresariais de Lisboa e Porto, tendo sido o principal promotor da fundação da Associação Promotora da Indústria Fabril, fundada em 1860 e que presidiou entre 1863 e 1875. A sua relação com os empresários levou a que fosse feito sócio honorário das Associações Comerciais de Lisboa e do Porto.
No âmbito das suas funções no Conselho Geral das Alfândegas, entre 1862 e 1864 realizou um inquérito sobre a indústria têxtil portuguesa, em especial a indústria dos lanifícios, com visita às instalações fabris, de que resultou a publicação, entre outras, da monografia intitulada As Fábricas de Portugal : Indagações relativas aos tecidos de lã (Lisboa, 1864), uma obra de grande relevo para o estudo daquela indústria em Portugal.
Como director do Observatório Meteorológico do Infante D. Luís, manteve actividade na investigação em meteorologia, participando activamente nos debates sobre a estruturação de uma rede de observatórios em Portugal e sobre o estabelecimento de procedimentos de observação. Também na área dos pesos e medidas, exerceu importante acção na introdução em Portugal do sistema decimal e na substituição das medidas tradicionais pelos novos padrões internacionais associados ao sistema métrico. Com o objectivo de aperfeiçoar a forma como o sistema métrico estava a ser introduzido em Portugal, realizou em 1865 uma visita de estudo à Bélgica, de que resultou a publicação de um relatório.
Membro destacado do Partido Histórico, foi eleito deputado pela primeira vez nas eleições gerais de 11 de Setembro de 1864 (14.ª legislatura da Monarquia Constitucional Portuguesa), tendo prestado juramento a 3 de Maio de 1865. Contudo, a legislatura terminou precocemente, a 15 de Maio daquele ano, por dissolução das Cortes. Nas eleições gerais que se seguiram, realizadas a 8 de Julho de 1865 (15.ª legislatura), integrou a lista apresentada pelo Partido Histórico no círculo eleitoral de Lisboa, sendo eleito, com juramento a 26 de Agosto daquele ano. Nesta legislatura integrou as comissões parlamentares de Fazenda, Obras Públicas e Vinhos. A sua actividade parlamentar centrou-se nas matérias económicas e fiscais, demonstrando grande conhecimento nas matérias económicas e financeiras. Teve papel activo nas discussões em torno da produção de vinhos e de álcool, em particular sobre as questões relacionadas com o regime fiscal do vinho do Porto e das aguardentes.
Nas eleições gerais seguintes, realizadas a 22 de Março de 1868 (16.ª legislatura) foi novamente eleito pelo círculo eleitoral de Lisboa, contando com o apoio da classe industrial. Manteve os mesmos interesses, centrando a sua acção na comissão parlamentar de Comércio e Artes. Nas eleições gerais de 11 de Abril de 1869 (17.ª legislatura) foi eleito pelo círculo eleitoral da Anadia, terminando nesse ano a sua carreira parlamentar em resultado da dissolução das Cortes.
A sua ligação à meteorologia levou a que fosse nomeado comissário régio para a organização da exposição dos produtos portugueses a integrar no grande certame que foi a Exposição Universal de Viena, realizada em 1873, ao mesmo tempo que representava Portugal no Congresso Meteorológico Internacional que em simultâneo ali se realizou.
Foi sócio correspondente da Academia Real de Ciências de Lisboa e membro honorário de várias corporações literárias e científicas portuguesas e estrangeiras.
Foi membro do Conselho de Sua Majestade Fidelíssima e foi agraciado, entre outras distinções, com a grã-cruz da Ordem Militar de Cristo, a comenda da Ordem Militar de Sant'Iago da Espada, o grau de cavaleiro da Ordem Militar de Avis, a grã-cruz da Ordem de Francisco José I da Áustria e a comenda da Imperial Ordem da Rosa, do Brasil.
Faleceu, aos 50 anos de idade, a 26 de Abril de 1875.
Tem uma Rua com o seu nome em Lisboa.

## Obras publicadas
Para além de ter colaborado em numerosos periódicos, entre os quais o Jornal do Comércio, a Gazeta do Povo e o Diário de Notícias, publicou diversas monografias, entre as quais:
- Um infeliz africano ou os dois suicidios, romance composto por um jovem portuguez (Lisboa, 1841);
- As fabricas em Portugal. Inquerito de 1862 1863. Indagações relativas aos tecidos de lã (Lisboa, 1864);
- Conselho geral das alfandegas. Inquerito de 1862 1863. Indagações relativas aos tecidos de seda (Lisboa, 1864);
- Relatorio do serviço do observatorio do infante D. Luiz no anno meteorologico de 1863 1864 (Lisboa, 1864);
- Visitas á exposição de 1865. (Lisboa, 1866);
- Informações da inspecção geral dos pesos e medidas do reino. A fabrica de linhos de Torres Novas (Lisboa, 1863);
- Memoria sobre a industria de linho e algodão no districto administrativo de Beja em 1863 (Lisboa, 1863);
- As fabricas da Covilhã (Lisboa, 1863);
- Catalogo da exposição industrial de 1863 (Lisboa, 1863);
- Sessão real da distribuição dos premios em 19 de junho de 1864 (Lisboa, 1864);
- A liberdade do commercio e a protecção das industrias (Lisboa, 1862);
- As fabricas de papel;
- O governo, as reformas e a organisação da fazenda. Por um antigo deputado (Lisboa, 1869);
- A Sericicultura em Portugal (Lisboa, 1869);
- Os arrolamentos. Discursos proferidos na camara dos senhores deputados nas sessões de 25 e 26 de abril de 1870 (Lisboa, 1870);
- Noticia da exposição universal de Vienna de Austria em 1873 (Bruxellas, 1873).